# Владимирская область
Влади́мирская о́бласть — субъект Российской Федерации, входит в состав Центрального федерального округа.
Граничит с Московской, Ярославской, Ивановской, Рязанской и Нижегородской областями.
Площадь — 29 084 км².

Население — 1 297 936 чел. (2025).

Областной центр — город Владимир, расстояние от Владимира до Москвы — 178 км.
 Расстояние от МКАД до границы области по Щёлковскому шоссе — 62 км, по магистрали М7 «Волга» — 79 км.
Образована 14 августа 1944 года Указом Президиума Верховного Совета СССР на территории существовавшей до 14 января 1929 года Владимирской губернии РСФСР (в границах, значительно меньших Владимирской губернии Российской империи).

## История

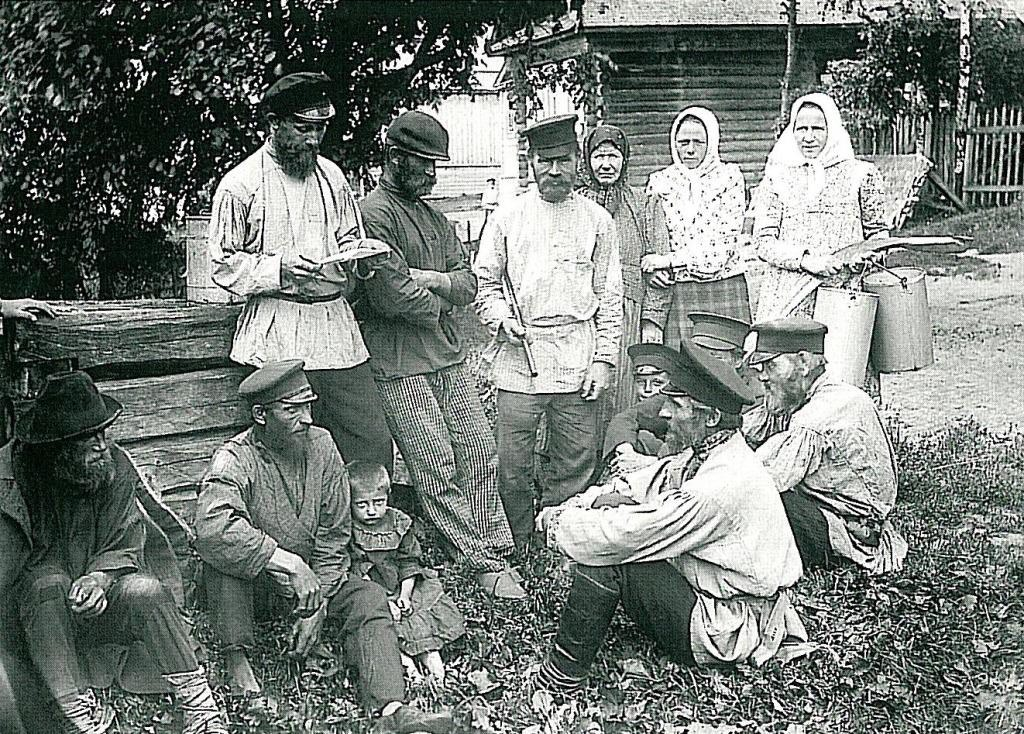
Крестьянская сходка во Владимирской губернии (1914)

Древнейшие следы пребывания человека относятся к верхнему палеолиту. Найденные стоянки человека верхнего палеолита (ок. 34 тыс. лет до н. э.) в местности «Сунгирь» говорят о заселённости владимирской земли с древнейших времён. Также к верхнему палеолиту относятся Карачаровская стоянка под Муромом и стоянка Русаниха в черте современного Владимира. В эпоху неолита здесь обитали племена волосовской культуры (Панфиловская стоянка), в эпоху бронзы — племена скотоводов фатьяновской культуры.
Археологические раскопки Мурома и других поселений рассказывают нам о финно-угорских корнях этих земель. Территорию области населяли мещера, мурома и меря.
С X века началась славянская колонизация области, возникли города Муром и Суздаль. Территория современной Владимирской области вошла в состав Киевской Руси. В XI веке вошла в состав Ростовско-Суздальского княжества, в XII веке Владимирско-Суздальского княжества. В начале XII века возник Владимир, тогда же, вероятно, Ярополч-Залесский. В середине XII века при Юрии Долгоруком и Андрее Боголюбском земли Владимирской области стремительно развиваются. Возникают города Юрьев-Польский, Гороховец, Стародуб-на-Клязьме, Мстиславль, княжеские резиденции Кидекша и Боголюбово. Нагляднейшие памятники истории — сохранившиеся города напоминают о древнерусской и средневековой истории — пике культурного развития этих мест, а подробные документы, об истории последних столетий (Владимирская губерния, Владимирский тракт).
В январе 1929 года после ликвидации губерний территория бывшей Владимирской губернии вошла в состав Ивановской промышленной области. 14 августа 1944 года Владимирская область была создана из районов Ивановской, Московской и Горьковской областей.

## Физико-географическая характеристика

### География
Владимирская область расположена в центре Европейской части России на юге Волжско-Окского междуречья. Граничит на западе и юго-западе с Московской областью, на севере — с Ярославской и Ивановской, на юге — с Рязанской, на востоке — с Нижегородской областью. Область занимает территорию между 56°47’ и 55°09’ северной широты и 38°17’ и 42°58’ восточной долготы. Площадь территории составляет 29 000 км², протяжённость на 170 км с севера на юг и на 280 км — с запада на восток.

### Рельеф, геологическое строение и полезные ископаемые
Территория находится в центре Восточно-Европейской равнины, основная часть территории — слабо всхолмлённая равнина с общим понижением от Клинско-Дмитровской гряды (высоты до 271 м) на севере, через Владимирское (Юрьево) Ополье (высота до 236 м), далее на юг к Мещёрской низменности (преобладающая высота 120 м) и на восток через Окско-Цнинский вал (до 184 м) и Гороховецкий отрог (верхняя точка — 191 м) к Балахнинской низменности (около 90 м) и устью Клязьмы (67 м). Благодаря резким склонам возвышенностей регион обладает рекреационными (зимние виды спорта) ресурсами и гидроаккумуляционными возможностями.
Основными минеральными ресурсами области являются известняки, торф, строительные пески и камни, огнеупорные и кирпичные глины. Запасы торфа в размере 59 млн тонн, основная их часть залегает в пределах Мещёрской низменности. Общие залежи известняков составляют 30 млн тонн и расположены в районе Окско-Цнинского вала, где их толщи достигают 130 метров (Ковровский, Вязниковский, Судогодский, Селивановский районы).
Кварцевые пески — чистые, мелкие, почти без примесей глинистых частиц ледникового происхождения имеют федеральное значение, в больших количествах залегают в южных районах области (Гусь-Хрустальный и Меленковский районы). Используются пески для производства стекла и хрусталя.
Также в области имеются фосфориты, железная руда, есть небольшие залежи гипса, флюсовых материалов и металлургических доломитов местного значения.
На территории области встречаются естественные источники минеральных вод.

### Климат
Климат области умеренно континентальный, с тёплым летом, умеренно холодной зимой и ярко выраженными переходными сезонами. Продолжительность периода со среднесуточной температурой ниже 0 °C — 137 дней, среднегодовая температура 5 °C (стандартное отклонение 12 °C), средняя температура января от −11 °C на северо-западе области до −12 °C на юго-востоке, июля около +18 °C. Среднегодовое количество осадков 550—600 мм, максимум осадков приходится на лето. Зимой формируется устойчивый снежный покров, толщиной до 55 см к концу марта (лежит в среднем 144 дня). В июне 2021 года температура Владимира впервые поднялась до +35,2 °C поставив рекорд раннего лета, как и немало где по области.
| Показатель                    | Янв.  | Фев.  | Март | Апр.  | Май  | Июнь | Июль | Авг. | Сен. | Окт.  | Нояб. | Дек. | Год  |
| ----------------------------- | ----- | ----- | ---- | ----- | ---- | ---- | ---- | ---- | ---- | ----- | ----- | ---- | ---- |
| Абсолютный максимум, °C       | 7,1   | 9,5   | 16,8 | 27,8  | 34,0 | 35,2 | 37,1 | 36,5 | 29,5 | 25,0  | 13,4  | 9,2  | 37,1 |
| Средний суточный максимум, °C | −5,6  | −5    | 1,5  | 10,9  | 18,6 | 22,1 | 24,3 | 22,0 | 15,7 | 8,0   | −0,4  | −4,4 | 9,0  |
| Средняя температура, °C       | −8,5  | −8,5  | −2,5 | 5,7   | 12,6 | 16,6 | 18,8 | 16,5 | 10,8 | 4,6   | −2,7  | −7   | 4,7  |
| Средний суточный минимум, °C  | −11,3 | −11,5 | −5,8 | 1,4   | 7,3  | 11,8 | 14,0 | 12,1 | 7,2  | 2,1   | −4,7  | −9,5 | 1,1  |
| Абсолютный минимум, °C        | −39,7 | −36,1 | −30  | −16,1 | −9   | 0,0  | 3,9  | 0,0  | −6,3 | −18,9 | −27,2 | −43  | −43  |
| Норма осадков, мм             | 40    | 30    | 29   | 33    | 45   | 78   | 63   | 61   | 52   | 61    | 48    | 44   | 584  |
| Источник: Погода и Климат     |       |       |      |       |      |      |      |      |      |       |       |      |      |

### Гидрография

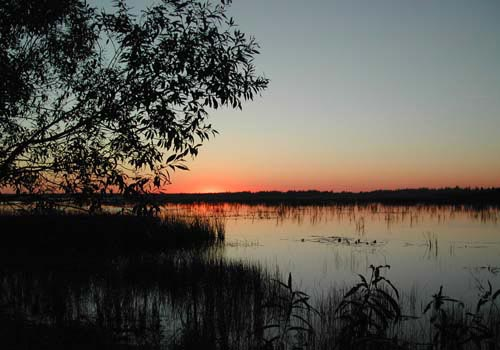
Река Бужа в Мещёре

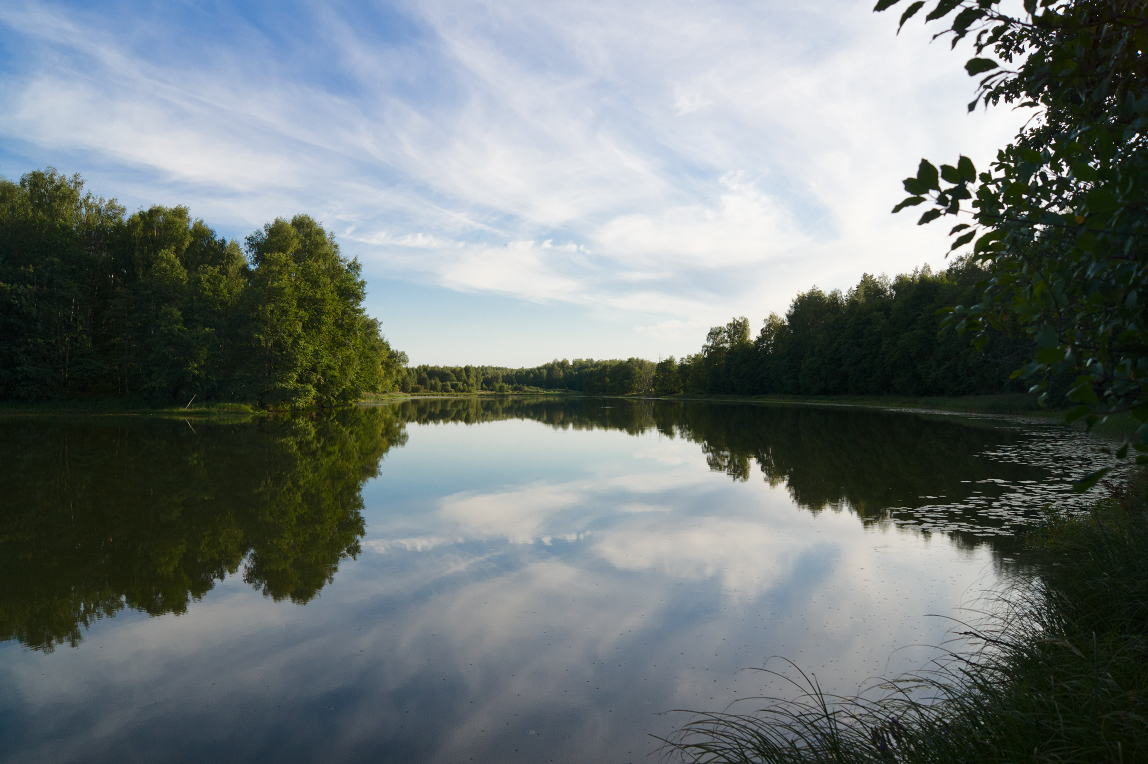
Река Виша

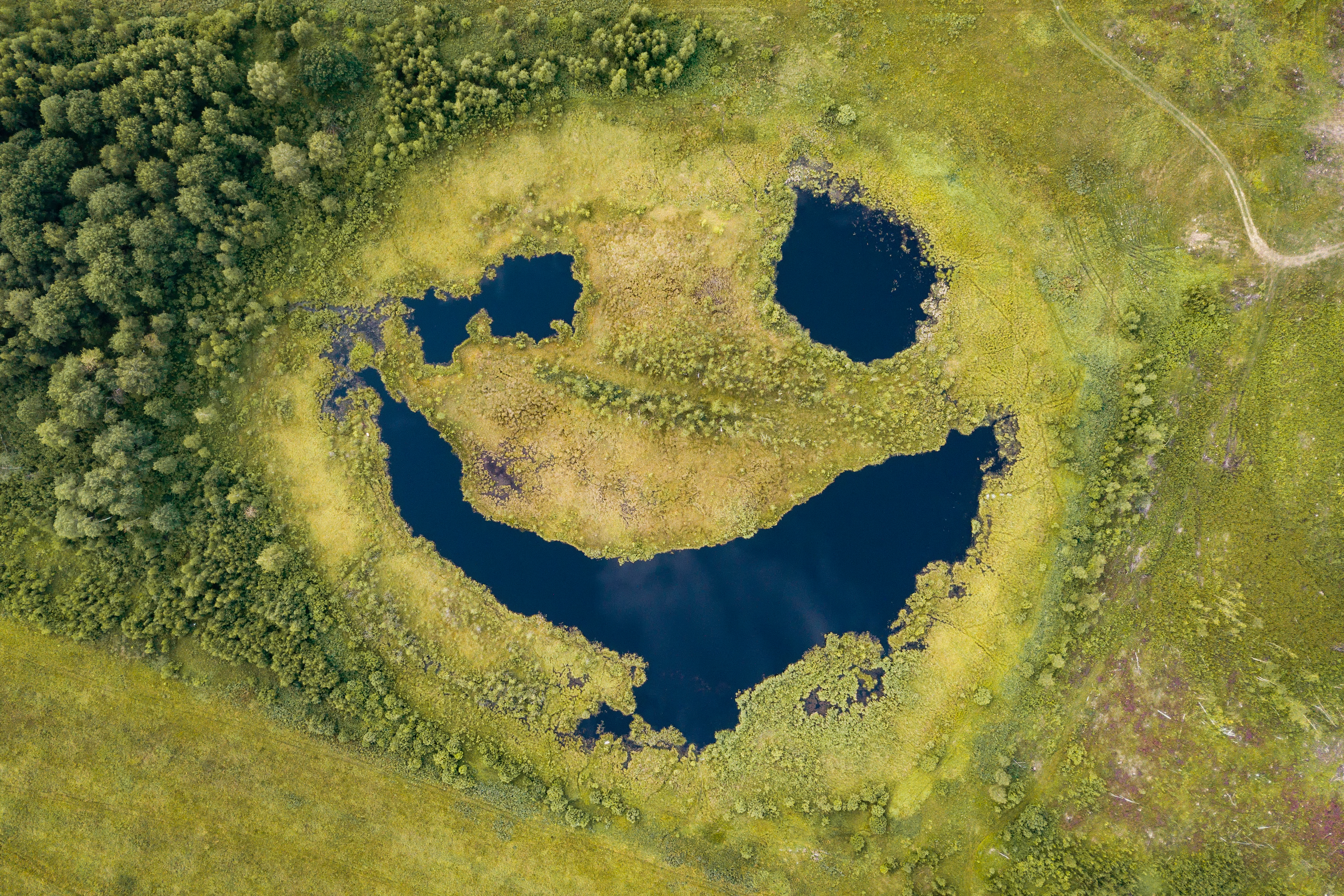
Озёра метеоритного происхождения

Общая гладь поверхностных вод составляет 32,9 тыс. га.
Основные реки области Клязьма и Ока. По территории области протекают сотни больших и малых рек, общей протяжённостью более 8,6 тыс. км (их количество вместе с ручьями доходит до 560). Клязьма впадает в Оку на юго-восточной окраине по границе с Нижегородской областью. Крупнейшие притоки Клязьмы: Шерна (с притоком Молокча), Киржач (с притоками Большой и Малый Киржач), Пекша, Колокша, Нерль, Судогда, Уводь, Лух, Суворощь, притоки Оки: Гусь, Унжа и Ушна, близ Александрова берёт начало приток Волги река Дубна. Река Ока в пределах области судоходна на всем протяжении (157 км). Реки области имеют равнинный характер течения, широкие долины и извилистые русла. Водный режим рек характеризуется высоким весенним половодьем, низкой летне-осенней меженью с отдельными паводками в период сильных дождей, устойчивой зимней меженью.
Насчитывается около 300 озёр общей площадью в пять тысяч гектар. Озёра во Владимирской области в основном небольшие пойменные. Большинство из них мелкие, бессточные, многие зарастают торфяным слоем. Многочисленные озёра-старицы разбросаны по долинам рек. Форма озёр бывает различной — овальная, круглая, подковообразная. Очертания береговой линии простые, берега песчаные или заболоченные.
Происхождение озёр различное. Выделяют карстовые озера и озера древних аллювиальных долин, ледниковые, пойменные (старицы). Карстовые озера находятся в местах распространения известняков. Они небольшие, имеют округлую форму, крутые берега, значительную глубину, которая начинается от берега. Их отличает непостоянство уровня воды, что обусловлено притоком питающих их грунтовых вод. Вода их сильно минерализована, так как в ней растворена известь. Такие озера встречаются в низовьях Клязьмы и в центре Вязниковского района (северо-восток области). Нередко они связаны между собою подземными водостоками. Располагаются такие озера группами. Самое крупное и глубокое из них — озеро Кщара, глубина его 65 метров. В Мещёрской низменности и на северо-западе области встречаются озёра древних аллювиальных долин: Исихра, Святое и др. В Александровском и Юрьев-Польском районах встречаются озёра ледникового происхождения небольших размеров.

### Почвы
В системе почвенно-географического районирования территория Владимирской области относится к среднерусской провинции дерново-подзолистых среднегумусированных почв.
В регионе наравне встречаются:
- плодородные тёмноцветные карбонатные и серые лесные — связанные с широколиственными лесами в Ополье, занимают 417,5 тыс. га или 14,3 % общей площади (Суздальский и Юрьев-Польский районы, части Александровского, Кольчугинского и Собинского районов)
- дерновые аллювиальные (пойменные) почвы по берегам Оки и Клязьмы.
- дерново-подзолистые почвы, сформировавшиеся под хвойными и смешанными лесами
  - среднесуглинистого типа (Вязниковский, Муромский, частично Ковровский, Камешковский, Гороховецкий, Селивановский, Собинский, Киржачский, Александровский районы)
  - супесчаного и песчаного типов (Гусь-Хрустальный, Меленковский, Петушинский, Судогодский районы, южные части Киржачского, Собинского, Муромского и Селивановского районов)
- подзолисто-болотные и болотные в пределах мещёрской низменности и гороховецких болот

Отмечается недостаточная обеспеченность почв бором и серой, 85—98 % почв относятся к категории низкообеспеченных цинком.
Деградация земель наиболее распространена в виде водной эрозии — около 175 тыс. га эродированных земель и около 700 тыс. га — эрозионноопасных.

### Флора
Растительность Владимирской области неоднократно изменялась и окончательно сформировалась в послеледниковый период. В составе современной растительности, имеющей смешанный характер, большой удельный вес занимают леса. Около 300 лет назад леса сплошным массивом занимали современные Судогодский, Муромский и Меленковский районы. В начале XXI века Владимирская область — одна из наиболее лесистых в Центральном федеральном округе. Леса относятся к первой и второй группам. Первая группа — леса зелёных зон городов, рабочих посёлков, промышленных центров и крупных предприятий, защитные полосы вдоль рек, шоссе и железных дорог. Вторая — водоохранные леса.
Область расположена в зоне смешанных лесов. Лесистость территории Владимирской области составляет 50,7 %. Преобладают хвойные породы — около 52 % площади (в Мещёрской низменности, в Заклязьменском бору и на Окско-Цнинском валу), 35 % лесов — мелколиственные (березняки и осинники), зональные широколиственно-еловые леса в моренных ландшафтах (на Клинско-Дмитровской гряде, на Гороховецком отроге) занимают около 9 %, широколиственные леса в Ополье и на склонах коренных берегов Оки и Клязьмы. По преобладающим лесным породам первое место занимает сосна (около 52 %), на втором месте — берёза (более 30 %), на третьем — ель (более 9 %), далее следует осина (более 5 %). Общая площадь лесов области 1,6 млн гектаров.
Богата растительностью увлажнённая Мещёра, здесь собирают малину, землянику, смородину, особенно много черники, брусники, калины и клюквы, многочисленные грибы и лекарственные растения (багульник болотный, хвощ полевой, тысячелистник обыкновенный, зверобой, мята, крапива, ландыш и др.).
Флора области насчитывает 1371 вид сосудистых растений и 230 видов мохообразных. В Красную книгу России из видов, обитающих в области, занесены башмачок настоящий (Cypripedium calceolus), пыльцеголовник красный (Cephalanthera rubra), пальцекорник балтийский (Dactylorhiza baltica), пальцекорник Траунштейнера (Dactylorhiza traunsteineri), надбородник безлистный (Epipogium aphyllum), липарис Лёзеля (Liparis loeselii), неоттианте клобучковая (Neottianthe cucullata), ятрышник шлемоносный (Orchis militaris), ятрышник обожжённый (Orchis ustulata) и др.
Микобиота (состав грибов) области не изучена.

### Фауна
В современной фауне насчитывается более 50 видов млекопитающих, среди которых: лось, кабан, косуля, благородный и пятнистый олень, рысь, волк, белка, заяц, куница, лисица, хорёк, барсук и другие пушные звери (охота открыта с октября по февраль), 5 видов пресмыкающихся и 10 видов земноводных. В красную книгу РФ внесена русская выхухоль.
На территории области обитает 216 видов птиц, среди которых: глухарь, тетерев, рябчик, серая куропатка, вальдшнеп, гусь, утка и др. Перелётом проходит внесённый в Красную книгу РФ гусь-пискулька.
На промысловых охотничьих животных охота по лицензиям и разрешениям открыта в следующие сроки:
- лось, кабан, благородный олень, пятнистый олень (середина ноября — середина января)
- заяц (октябрь — январь)

Охота на глухаря, тетерева, вальдшнепа, селезня и гуся разрешена в течение 10 дней в апреле.
Водоёмы региона также богаты речной и озёрной рыбой многочисленных (около 40) видов (вьюн, плотва, щука, окунь, карась, краснопёрка, в Клязьме встречается стерлядь), рыбалка в зимний (подлёдная рыбалка) период. Действует несколько охотничьих хозяйств.

### Охрана природы

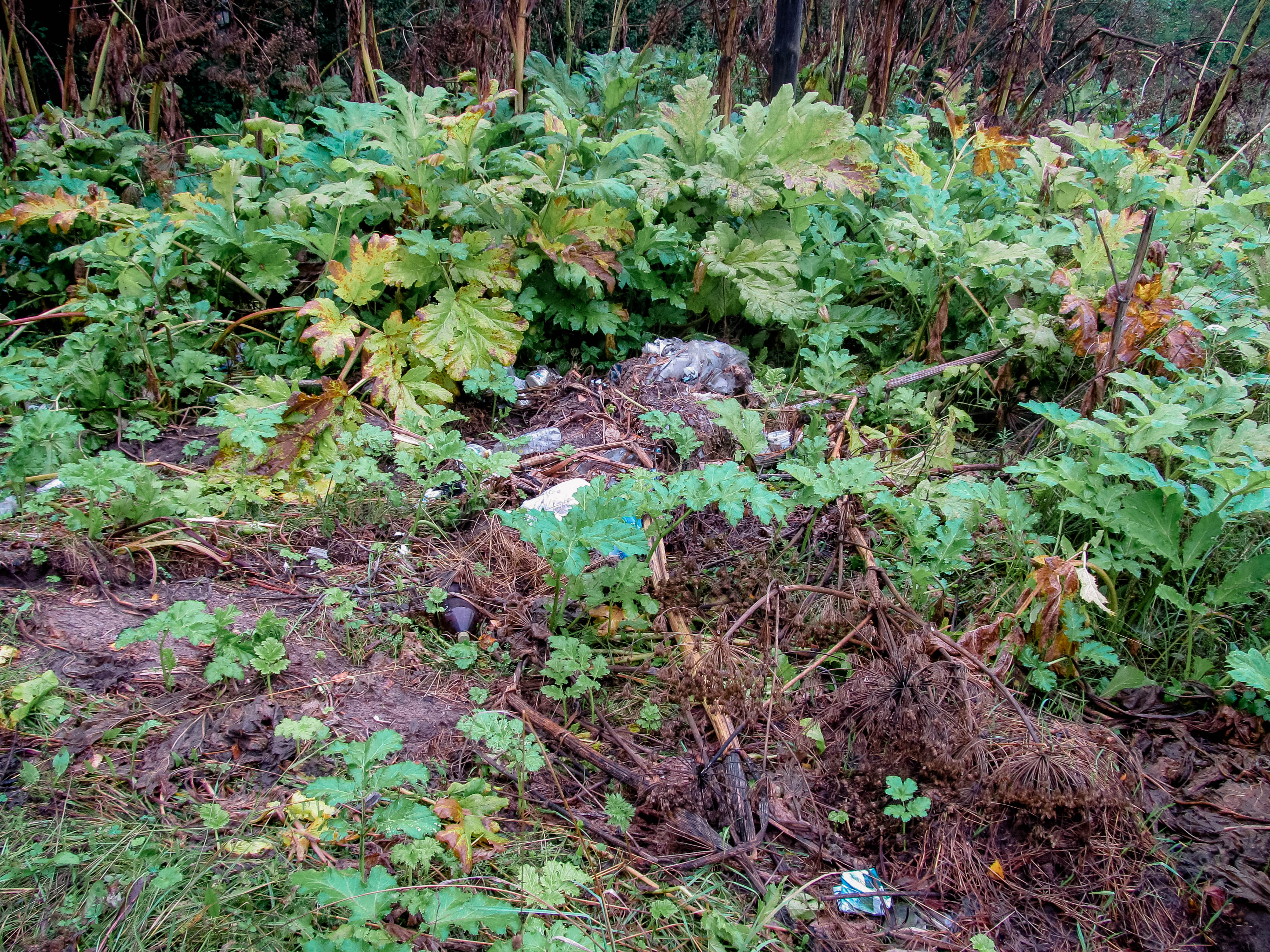
Свалка мусора в лесу, Селивановский район Владимирской области. Деревня Надеждино

Экологическая ситуация во Владимирской области — сложная. Работа электростанции, теплоцентралей, химического и машиностроительных заводов наносят ущерб водным ресурсам и загрязняют воздух. В частности, содержание диоксида азота в атмосфере Владимира в 13 раз выше нормы, в значительных концентрациях присутствуют формальдегид, бензпирен, фенол, что сказывается на здоровье населения. Владимир входит в сотню самых загрязнённых городов России.
Жизненную среду ухудшают многочисленные свалки мусора и сбросы отходов в водоёмы. При этом с 2000 года в области уменьшилось количество слабо- и среднезагрязнённых водных объектов, но увеличилось число имеющих сильное загрязнение. Для всех районов области характерны проблемы с качеством питьевой воды и бытовым мусором. По состоянию на 2013 год в области накоплено 86,3 тысячи тонн отходов. В Муромском, Меленковском и Гороховецком районах отмечались источники радиоактивного заражения. В ряде районов области имеются проблемы с загрязнением воздуха.
По данным на 2014 год, большая роль в загрязнении вод области принадлежит сточным водам промышленных предприятий и жилищно-коммунального хозяйства. Это происходит по причине недостаточной их очистки. Всего за год в поверхностные водоёмы Владимирской области сбрасывается около 126,556 млн м³ сточных вод, из которых 7,158 млн м³ являются нормативно-чистыми, а 119,398 млн м³ — загрязнёнными (недостаточно очищенные — 177,579 млн м³, без очистки — 1,819 млн м³).
Во Владимирской области организованы три особо охраняемые природные территории (ООПТ) федерального значения: (национальный парк «Мещёра» и два заказника — «Муромский» и «Клязьминский»). Ещё 119 ООПТ регионального значения, а 24 — местного значения. Крупнейшей ООПТ области является национальный парк «Мещёра», созданный в 1992 году, имеет площадь 118 900 га, из которых леса занимают 86 643 га, луга — 18 681 га, водоёмы — 1434 га. На его территории зарегистрировано 1273 вида растений, в том числе — 56 редких, 42 вида зверей, 182 вида птиц, 17 видов рыб.

## Население
Численность населения области составляет 1297936 чел. (2025). Плотность населения — 44,63 чел./км² (2025). Городское население — 
80,26 % (2022).
Демография
Для области характерна естественная убыль населения. Однако размер естественной убыли имеет тенденцию к уменьшению.
В 2013 году естественная убыль составила 7919 человек (15740 родившихся и 23659 умерших).
В 2014 году естественная убыль составила 7531 человек (15809 родившихся и 23340 умерших).
В 2015 году естественная убыль составила 6903 человек (16214 родившихся и 23117 умерших).
Причины убыли — высокая смертность и отток трудоспособного населения в более благополучные соседние регионы.

## Административно-территориальное устройство
Согласно Уставу Владимирской области и Закону «Об административно-территориальном устройстве Владимирской области», субъект РФ включает следующие районные административно-территориальные образования:
- 4 города областного значения,
- 1 закрытое административно-территориальное образование (ЗАТО) город Радужный,
- 16 районов.

В рамках муниципального устройства области, в границах административно-территориальных единиц Владимирской области всего образовано 127 муниципальных образований:
- 5 городских округов,
- 16 муниципальных районов,
  - 26 городских поселений,
  - 80 сельских поселений.

### Населённые пункты
Населённые пункты с численностью населения более 9000 человек (на 01.10.2021)
| Владимир         | ↘341 579 |
| Ковров           | ↘127 831 |
| Муром            | ↘104 078 |
| Александров      | ↘57 053  |
| Гусь-Хрустальный | ↘51 552  |
| Кольчугино       | ↘37 741  |

| Вязники        | ↗36 203 |
| Киржач         | ↗27 318 |
| Покров         | ↗17 747 |
| Радужный       | ↘17 569 |
| Собинка        | ↗17 444 |
| Юрьев-Польский | ↘17 276 |

| Меленки    | ↘13 407 |
| Петушки    | ↗13 317 |
| Карабаново | ↘13 150 |
| Лакинск    | ↘12 861 |
| Гороховец  | ↗12 666 |
| Камешково  | ↗12 028 |

| Струнино   | ↘11 774 |
| Судогда    | ↗10 408 |
| Балакирево | ↗9474   |
| Суздаль    | ↘9286   |

Легенда карты (при наведении на метку отображается реальная численность населения):
|  | свыше 100 000 чел.        |
|  | от 30 000 до 100 000 чел. |
|  | от 9 000 до 30 000 чел.   |

## Органы власти
Государственная власть в области осуществляется на основании Устава, который был принят законодательным собранием 14 августа 2001 года.
Законодательная власть

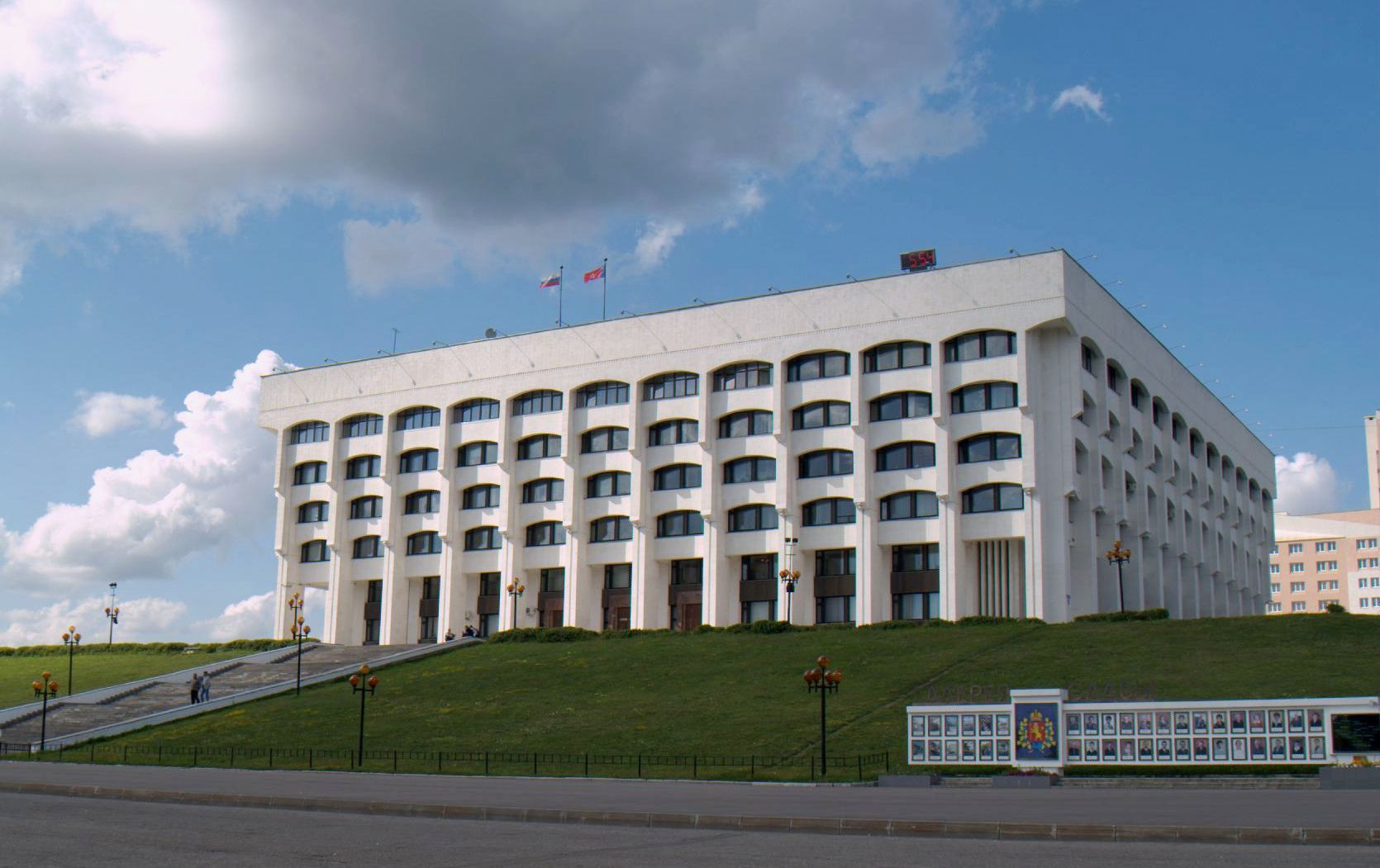
Здание областной администрации во Владимире.

Законодательную власть осуществляет законодательное собрание Владимирской области, состоящее из 38 депутатов, избираемых на основе всеобщего равного и прямого избирательного права при тайном голосовании на срок 5 лет. Действующий 6-й созыв был избран на выборах 8 сентября 2013 года по смешанной системе (19 депутатов избраны по одномандатным округам, 19 по спискам политических партий). Большинство мест у партии Единая Россия — 32, у КПРФ — 3, у ЛДПР — 2, у СР — 1. Председателем заксобрания избран Владимир Киселёв (Единая Россия). 17 августа 2015 досрочно был лишён мандата осуждённый на пять с половиной лет колонии-поселения за смертельное ДТП в пьяном виде депутат Сергей Курышёв (Единая Россия). Дополнительные выборы депутата от одномандатного округа № 12 должны быть проведены до 6 августа 2016 года.
Исполнительная власть
Высшим должностным лицом области является губернатор, который формирует и возглавляет администрацию области. Губернатор избирается гражданами Российской Федерации, проживающими на территории Владимирской области и обладающими активным избирательным правом, на основе всеобщего равного и прямого избирательного права при тайном голосовании на срок 5 лет. С октября 2021 года должность занимает Александр Авдеев, на досрочных выборах 2022 года избран на 5 лет.
Судебная власть
Судебная власть осуществляется федеральными судами, Владимирский областным судом, Арбитражным судом Владимирской области, мировыми судьями Владимирской области.
Представители в Федеральном собрании
В Совете Федерации у Владимирской области, как и у каждого субъекта федерации, два представителя: один от законодательного собрания и один от правительства республики.
| Представитель | Ветвь власти    | Назначивший на должность                                                                    | Должность (на момент выдвижения)                                        | Срок полномочий                            | Должность в Совете Федерации                                                                             |
| ------------- | --------------- | ------------------------------------------------------------------------------------------- | ----------------------------------------------------------------------- | ------------------------------------------ | --- |
| Ольга Хохлова | законодательная | 26 депутатов законодательного собрания 7 созыва, избранного на выборах 9 сентября 2018 года | депутат заксобрания Владимирской области 5 и 6 созывов, «Единая Россия» | 5 лет, с 5 октября 2018 по сентябрь 2023   | член комитета по социальной политике                                                                     |
| Андрей Шохин  | исполнительная  | Александр Авдеев, избранный губернатором на выборах 11 сентября 2022 года                   | глава администрации города Владимира                                    | 5 лет, с 17 сентября 2022 по сентябрь 2027 | член комитета по федеративному устройству, региональной политике, местному самоуправлению и делам Севера |

На выборах 2021 года в Государственную думу 8 созыва (2021—2026) избираны два депутаты от Владимирской области в двух округах: в округе № 79 — Игорь Игошин, в округе № 80 — Григорий Аникеев.
По партийным спискам по единому федеральному округу (пропорциональная система) в региональной группе «Владимирская область» получили мандаты 3 кандидата: Николай Бурляев (СРПЗП), Алексей Говырин (ЕР), Роман Лябихов (КПРФ).

## Экономика
Валовой региональный продукт (ВРП):
- 2016 г. — 431,5 млрд руб;
- 2017 г. — 449,8 млрд руб;
- 2018 г. — 480,0 млрд руб;
- 2019 г. — 535,5 млрд руб;
- 2020 г. — 553,1 млрд руб;
- 2021 г. — 730,3 млрд руб;
- 2022 г. — 780,5 млрд руб.

ВРП на душу населения:
- 2016 г. — 307 666 руб. 20 коп.
- 2017 г. — 322 473 руб. 50 коп.
- 2018 г. — 346 635 руб. 80 коп.
- 2019 г. — 389 002 руб. 20 коп.
- 2020 г. — 404 785 руб. 50 коп.
- 2021 г. — 540 728 руб. 40 коп.
- 2022 г. — 585 131 руб. 40 коп.

Центральное место в экономике занимает промышленность. В структуре ВРП на неё приходится около 40 %. На втором месте — сельское хозяйство. Доля сельского хозяйства в ВРП — 9 % (2006) (12 %—2005). Особое влияние на развитие оказывает федеральный транспорт, представленный несколькими крупнейшими магистралями. Федеральное финансирование в балансе регионального бюджета достигает 25 % (2006). Региональным руководством поддерживается развитие экскурсионно-исторического и экологического туризма.

### Промышленность
В структуре промышленного производства около 90 % занимают обрабатывающие производства. Среди них наибольший удельный вес приходится на производство пищевых продуктов.
Металлургия
- Кольчугинский завод по обработке цветных металлов — металлопрокат, трубы, оборонные заказы
- ООО «Гусар» (Гусь-Хрустальный) — Производство трубопроводной арматуры для нефтегазового комплекса

Металлообработка
- «Кольчуг-Мицар» — посудное и ювелирное производство

Машиностроение
Основные центры машиностроения — Владимир, Ковров, Муром, Кольчугинский район. Значимые предприятия:
- Владимирский моторо-тракторный завод, Владимирский электромоторный завод, «Электроприбор»
- Ковровский механический завод, Экскаваторный завод «Ковровец», Завод имени Дегтярёва, Ковровский электромеханический завод
- Муромский стрелочный завод, Муромский машиностроительный завод, Муромский тепловозостроительный завод
- Кольчугинский завод «Электрокабель»
- Заводы автомобильных комплектующих: «Автосвет» (Киржач) и ОСВАР (Вязники), «Стакол» (Петушки), «Автоприбор» (Владимир)
- ОАО «Гороховецкий завод подъёмно-транспортного оборудования „Элеватормельмаш“»
- Селивановский машиностроительный завод
- ОАО ГМС Бытовые насосы (Бавлены)

Пищевая промышленность
Наиболее развита переработка молочной продукции и кондитерское производство
- Крупнейшие объединения предприятий — «Молоко» и «Ополье»

Крупнейший в регионе производитель хлебобулочной продукции — ОАО «Владимирский хлебокомбинат»
- Кондитерская фабрика концерна Kraft Foods (шоколадная фабрика в г. Покрове, одна из крупнейших в России и бисквитное производство в г. Собинке)
- Кондитерская фабрика компании «Ферреро Руссия» в селе Ворша Собинского района
- Ликёро-водочные заводы «Владалко», «Александровский»
- Фабрика компании Nestlé по производству супов быстрого приготовления Maggi в Вязниках

Стекольная промышленность
- Гусевской хрустальный завод
- Гусевский стекольный завод имени Ф. Э. Дзержинского
- ООО Опытный Стекольный Завод (Гусь-Хрустальный)
- ОАО Стекловолокно (Гусь-Хрустальный)
- ЗАО «Символ» (Курлово)
- ОАО «Красное Эхо» (посёлок Красное Эхо)
- ООО «РАСКО» (посёлок Анопино)
- ОАО «Русджам» (Гороховец)
- ООО «Великодворский стеклотарный завод» (посёлок Великодворский)

### Природные ресурсы
Природные ресурсы области невелики. Местное значение имеют строительные материалы (глины, пески, песчано-гравийные материалы), торф, сапропель.

### Энергетика
По состоянию на конец 2020 года, на территории Владимирской области эксплуатировались пять тепловых электростанций общей мощностью 608,9 МВт. В 2020 году они произвели 1931 млн кВт·ч электроэнергии. Особенностью энергетики региона является резкое доминирование одной станции, Владимирской ТЭЦ-2, обеспечивающей 99 % выработки электроэнергии
Регион характеризуется существенным дефицитом электроэнергии, потребность на 3/4 покрывается из ОЭСиз других регионов Центральной России через Владимирские электросети. Крупнейшие объекты — Владимирская ТЭЦ-2 мощностью в 407 МВт, и узловая Владимирская подстанция 750 кВ мощностью 2500 МВА. Интересно, что в начале 1940-х было практически начато строительство двух гидроузлов с ГЭС на Клязьме, остановившееся с началом войны. Действовало несколько миниГЭС на Нерли, у деревни Финеево на Киржаче, множество водяных мельниц.
Потребление энергоресурсов в 1999 году составило:
- Природный газ — 2,6 млрд м³
- Уголь — 323 тыс. т
- Нефтепродуктов — 647 тыс. т
- Импорт электроэнергии — 3,9 млрд кВт·ч

### Сельское хозяйство

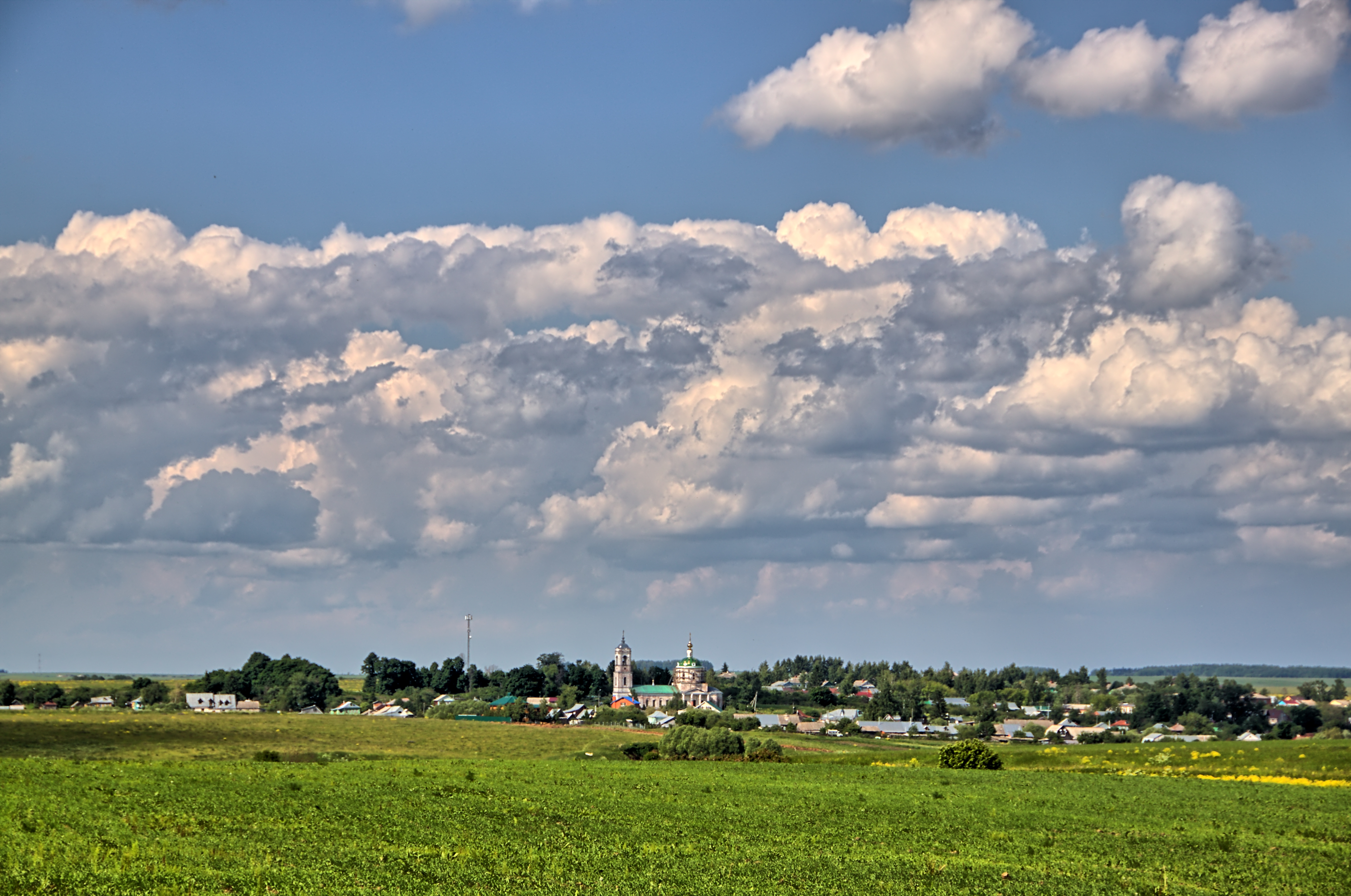
Борисовское. 2013 год

Численность сельского населения на 1 января 2020 года 292.865 человек, 22 % от общего населения Владимирской области, из них работающих в сельском хозяйстве 22 тысячи человек.
Специализируется на растениеводстве, скотоводстве и птицеводстве. Ведущая отрасль сельского хозяйства — животноводство молочно-мясного направления.
В 2020 году продукция сельского хозяйства в хозяйствах всех категорий 32,8 млрд рублей, в том числе животноводство 18,1 млрд рублей, растениеводство 14,7 млрд рублей.
Животноводство
Разводят крупный рогатый скот, свиней, овец, коз. Коневодство (владимирские тяжеловозы).
На 1 января 2021 г. в области поголовье КРС составило 133,3 тыс. голов(-1,4 %), в том числе коров 57,4 тыс. голов (-1,3 %), свиней 3,0 тыс. голов (+26,0 %), овец и коз 20,9 тыс. голов (-14,9 %), лошадей 0,5 тыс. голов (+3,0 %), птицы 3,609 млн голов (+3,9 %), пчелосемьи 11,4 тыс. (-3,1 %).
В 2020 году производство мяса (в убойном! весе) 27,3 тыс. тонн (-18,5 %), 587,0 млн яиц. (+3,6 %), производство молока 424,6 тыс. тонн (+3,6 %), средний надой молока в хозяйствах всех категорий, на корову 7629 кг (+342 кг).
Растениеводство
В 2020 году посевная площадь в хозяйствах всех категорий 290,2 тысяч га, из них: кормовые культуры 187,3 тысяч га, зерновые 82,9 тысяч га, картофель 10,7 тысяч га, овощи открытого грунта 4,3 тысяч га, технические культуры 4,9 тысяч га. По данным почвенного обследования 67 % пашни в области относится к дерново-подзолистым и 33 % к серым лесным почвам.
Валовый сбор зерновых и зернобобовых культур на 8 октября 2020 года составил 253,9 тыс. тонн, при урожайности 31,7 ц/га. Обмолочено 80,2 тыс. га — это 94,9 % площади сева. В том числе озимая и яровая пшеница обмолочена на 43,2 тыс. га, или 97,8 % площади от плана. Получено 150,2 тыс. т зерна при урожайности 34,8 ц/га (24,0 ц/га в 2019). Озимый и яровой ячмень убран с 16,5 тыс. га, что составляет 93,8 % посевов, намолочено 45,9 тыс. т при урожайности 27,7 ц/га (25,7 ц/га в 2019). Урожайность картофеля 171 ц/га, овощи открытого грунта 155 ц/га, кормовые корнеплоды 165 ц/га.
Около 25 специализированных предприятий занимаются выращиванием племенного скота. Несколько рыбных хозяйств (крупнейшее из них «Ворша»), многочисленные пасеки.
| тыс. гектар | 688 | 643,6 | 553,4 | 485 | 409,1 | 331,2 | 329,2 |

### Транспорт
Доля транспорта в объёме ВРП области составляет 7 %. По вкладу в валовый региональный продукт транспорт уступает только промышленности и сельскому хозяйству.

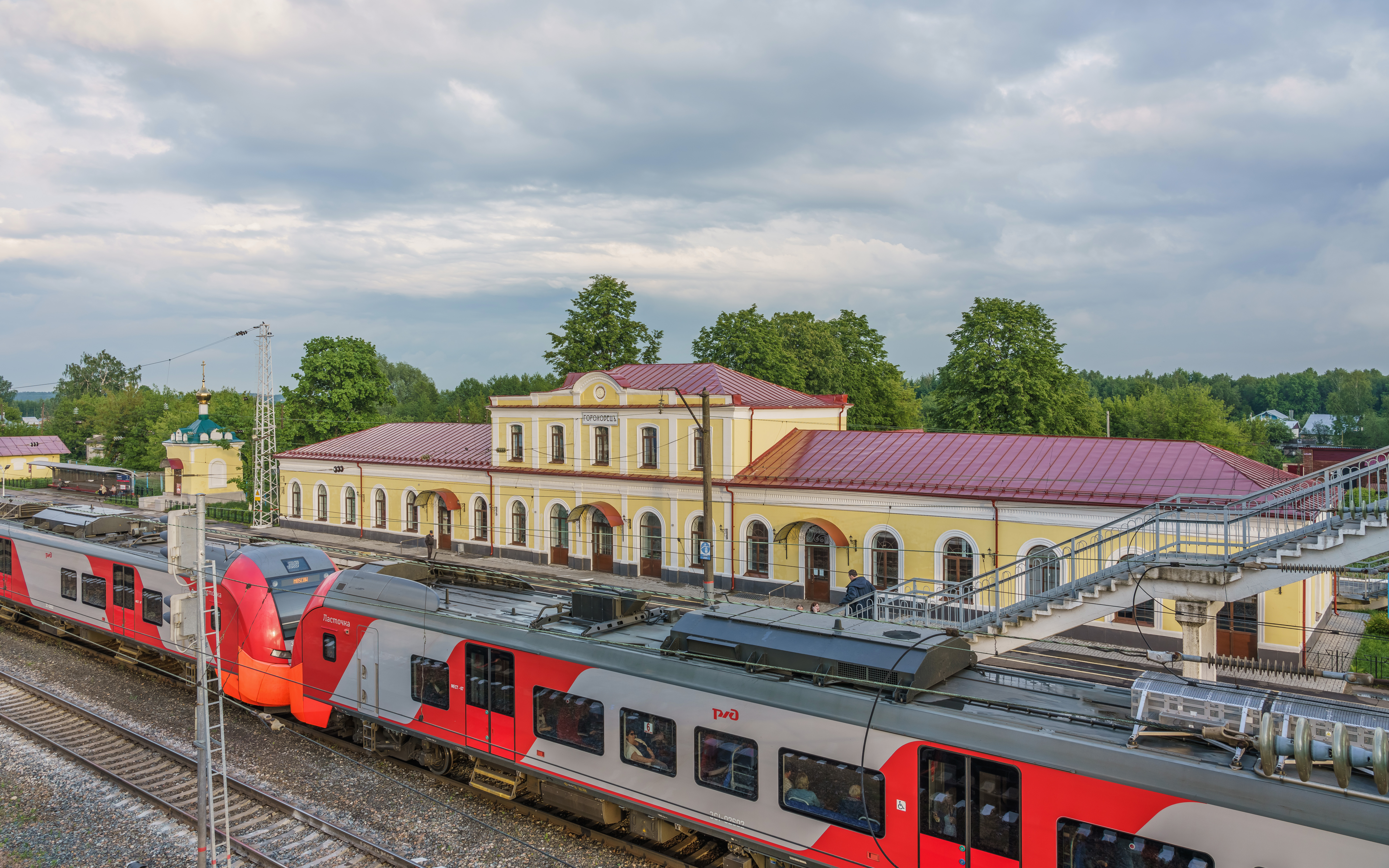
Поезд «Ласточка» сообщением Нижний Новгород — Москва на железнодорожной станции Гороховец

Экономико-географическое положение региона открывает широкие возможности для развития инфраструктуры транспорта. Основной грузопоток региона проходит по трём из четырёх направлений Транссиба, кроме того в регионе часть Большого московского ж/д кольца, ветки Александров — Иваново и Новки — Иваново. Развита и сеть внутренних железных дорог; ветки Ковров — Муром, Владимир — Тума, ответвления на Судогду, Радужный, Уршельский (пассажирские перевозки не осуществляются) и Фролищи. Крупнейшие локомотивные депо в Александрове, Владимире и Муроме. Сохранено узкоколейное движение, в том числе и пассажирское по Островскому и Бакшеевскому, Мезиновскому и Гусевским болотам Мещёры.
Из автомобильных дорог наиболее значима автодорога М7 «Волга» до 10 млн т./год (через Покров, Петушки, Лакинск, Владимир, Вязники и Гороховец), подход от магистрали к Иваново протяжённостью 102 км (через Суздаль), а также незначительный участок автодороги А108, Р72 «Владимир — Арзамас» и Р125 «Нижний Новгород — Касимов».
Новая трасса Р-132 «Золотое кольцо» объединила маршрут Ярославль — Кострома — Иваново — Владимир — Гусь-Хрустальный — Рязань — Михайлов — Тула — Калуга — Вязьма — Ржев — Тверь — Углич — Ярославль. Она стала третьей автодорогой федерального значения во Владимирской области.
На 01.01.2018 на территории области зарегистрировано 464,9 тыс. автотранспортных средств, в том числе легковых автомобилей — 406,3 тыс., грузовых автомобилей — 53,4 тыс., автобусов — 4,2 тыс. насчитывается более 2 000 организаций и индивидуальных предпринимателей, осуществляющих перевозки пассажиров и грузов.
Инфраструктуру по обслуживанию пассажиров образуют 4 автовокзала, 7 автостанций, 8 остановочных пунктов с кассовой продажей билетов для проезда в автобусах, а также 136 железнодорожных станций и 30 ж/д-вокзалов, аэропорт Семязино.
Ежегодный объём автобусных и троллейбусных перевозок составляет 122 млн пассажиров, при этом автобусами перевозится — 93 млн человек, троллейбусами — 29 млн пассажиров. Маршрутная сеть пассажирского транспорта 513 автобусных и 22 троллейбусных маршрута. Стоит отметить развитые троллейбусные системы Владимира и Коврова.
С 2015 по 2018 год размеры железнодорожного сообщения остаются стабильными. Объём перевозок пассажиров в 2017 году по сравнению с 2016 вырос на 10 % и составил 12,2 млн человек.
Аэропорт Семязино находится в 5 км от Владимира (1950×42 (асфальтобетон) до 25 тонн и 650×70 (грунт)). Посадочные площадки расположены в Вязниках, Гороховце, на территории области функционируют военные аэродромы. Над регионом проходит значительная часть воздушных коридоров восточного направления от Москвы.
Развито грузовое и пассажирское судоходство по Клязьме и особенно Оке, порты Вязники и Муром.
На втором месте по объёмам находится трубопроводный транспорт:
- Две нитки нефтепровода «Нижний Новгород — Рязань» и две нитки «Нижний Новгород — Ярославль» (суммарно не менее 45 млн т/год), обеспечивающие транзит западно-сибирской и волго-уральской нефти к Московскому, Ярославскому, Рязанскому и Киришскому НПЗ, и к порту Приморск на экспорт (ОАО АК «Транснефть»).
- Газопроводы «Горький — Центр» («Нижний Новгород — КС Муром») и «Починки — Ярославль», «Починки — Грязовец», «Нижний Новгород — Щёлково» с отводами на Иваново и южные районы области, суммарный транзит более 6 млрд м³/год. ПАО «Газпром»
- Продуктопровод (МНПП) Кстово — Рязань (не менее 2 млн т/год в основном дизельного топлива) с отводами на Судогду и Вязники. Перекачивающая станция с нефтехранилищами в посёлке Второво, ведётся строительство следующей очереди трубопровода Второво — Приморск (действующая мощность 8,4 млн т. дизельного топлива в год), планируется увеличение ёмкости резервуаров вплоть до 80 тыс. м³, а мощности всего узла до 24,6 млн т/год (проект «Север» ОАО «Транснефть»).

Магистральные линии электропередач: ВЛ 750 кВ Калининская АЭС — Владимирская ПС, 2хВЛ 500 кВ Жигулёвская ГЭС — Москва, ВЛ Костромская ГРЭС — Москва, ВЛ 500 кВ Костромская ГРЭС — Владимирская ПС. Только для внутреннего потребления (не считая транзит) в регион перебрасывается более 4 млрд кВт·ч/год (что эквивалентно около 0,7 млн т/год мазута для типовой электростанции).

## Наука, образование
Научными исследованиями в области занимаются более 30 организаций. Среди них:
- НИКТИ тракторных и комбайновых двигателей
- ООО «НИИ Стекла»
- ВНИКиПТИ органических удобрений и торфа
- ВНИИ защиты животных
- ВНИИ синтеза минерального сырья
- ВНИИ ветеринарной вирусологии и микробиологии (Вольгинский)
- ОАО «НИПКиТИ электромашиностроения»
- ФКП «Государственный лазерный полигон „Радуга“» (ЗАТО Радужный)
- ОАО ВНИИ «Сигнал»
- ОАО НИПТИ «Микрон»
- ГНУ «Владимирский НИИСХ Россельхозакадемии»

Крупнейшие представители системы образования:
- Владимирский государственный университет
- Владимирский государственный гуманитарный университет (реорганизован в 2011 году)
- Ковровская государственная технологическая академия
- Владимирский юридический институт Министерства юстиции

В регионе действуют исправительно-образовательные и трудовые учреждения, в том числе несколько подростковых и юношеских.

## Культура и искусство

### Библиотеки
- Областная научная библиотека

### Театры
- Областной драматический театр
- Кукольный театр

### Концертные залы
- Владимирская областная филармония
- Областной дворец культуры и искусства

### Кинотеатры
- «Киномакс-Буревестник» (Владимир)[38]
- «РусьКино» (Владимир)[39]
- «Сатурн» (Александров)[40]
- «Октябрь» (Муром)[41]
- «Экран» (Покров)[42]

В регионе проходит ряд ежегодных международных фестивалей: анимационного кино (Суздаль), Байк-блюз фестиваль, фестиваль «Джаз-МОСТ», фестиваль «Мир Гитары».
Из художественных промыслов развиты вышивка, ювелирное дело, лаковая миниатюра (посёлок Мстёра).
Основная исповедуемая религия — православное христианство имеет глубокие исторические корни. Здесь множество действующих монастырей, храмов и часовен со значительными приходами, основная регулирующая структура — Русская православная церковь.
Владимирская область является одним из 15 регионов, в которых с 1 сентября 2006 года был введён в качестве регионального компонента образования предмет Основы православной культуры.

## Рекреация

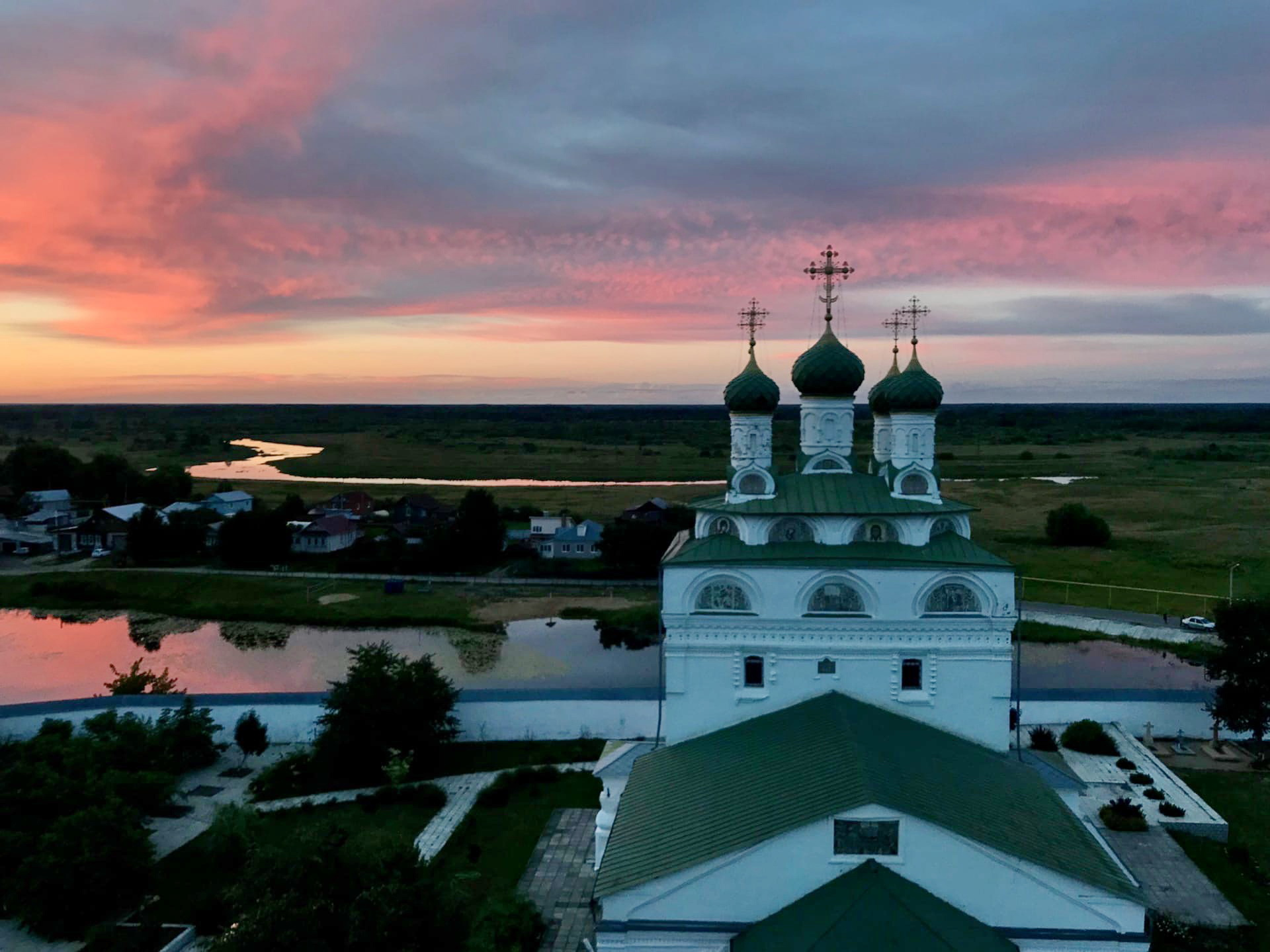
Старинное село Мстёра

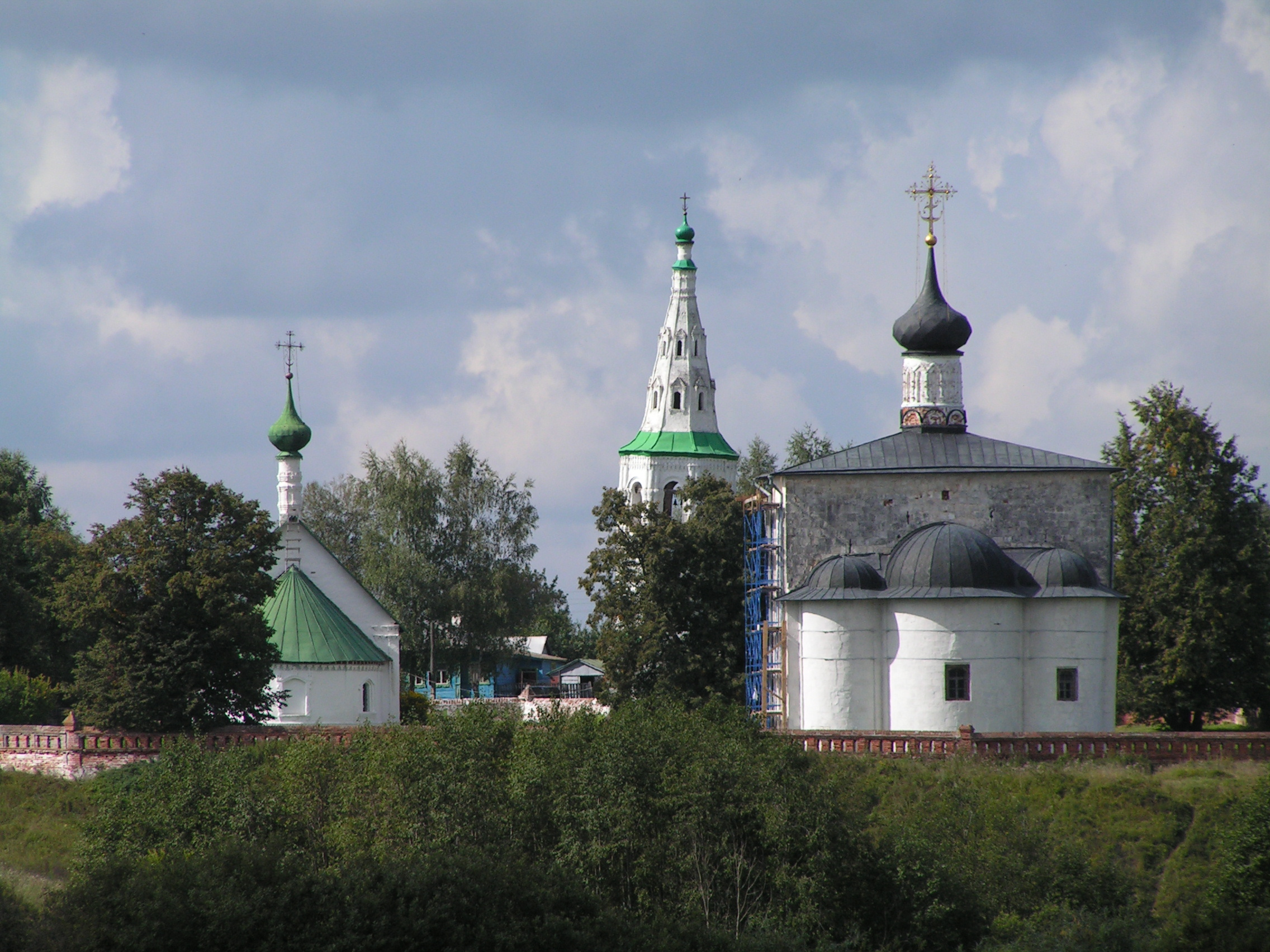
Архитектурный ансамбль в Кидекше

По Владимирской области проходят все маршруты «Золотого кольца России». За 2009 год Владимирскую область посетило 1,8 млн туристов. В то время власти рапортовали, что ежегодный рост турпотока составляет 5 %, гостиничный фонд насчитывает 8600 мест.
Основные объекты туристического интереса — древние русские города Александров, Владимир, Гороховец, Кидекша, Муром, Юрьев-Польский, Гусь-Хрустальный с архитектурно-историческими, культурными и религиозными памятниками. Наибольшее число туристов посещает Суздаль; среди них немало православных паломников, которых влекут сюда многочисленные монастыри: Александровский, Покровский, Спасо-Евфимиев и Ризоположенский. Всемирной известностью пользуется церковь Покрова на Нерли в Боголюбове. Всё больше туристов посещают историческую тюрьму «Владимирский централ».
Крупнейший природоохранный объект — национальный парк «Мещёра» — популярное место туризма и отдыха: байдарочные, лыжные, пешие и велопоходы, охота, рыбалка, отдых у воды, сбор грибов и ягод. Не менее популярны среди байдарочников реки северо-запада области (Киржач, Пекша, Колокша). Всё больше туристов посещают отдалённые озёра парка «Кщара». Развито туристическое и спортивное судоходство по Оке и Клязьме.
Развиваются дачные и садовые участки вблизи крупных городов. Особенно плотно освоены садоводами приближённые к Москве территории на западе области.

## Спорт
Во Владимире и Киржаче развиты лыжные гонки; в этих городах каждый год проводятся лыжные марафоны, на которые съезжается большое количество спортсменов из других регионов.
- Профессиональные футбольные клубы: «Торпедо-Владимир» и «Муром». Первый из них использует владимирский стадион «Торпедо» вместимостью 18000 человек.
- Хоккейный клуб «Владимир».
- Мини-футбольный клуб «Князь Владимир».
- Футзальные клубы: «Альфа» (дважды выиграл Кубок России по футзалу), «Матадор» (дважды выигрывал чемпионат России по футзалу; в сезоне 2019/2020 гг. выиграл Кубок России по футзалу).
- Регбийный клуб «Владимирские львы».
- Студенческая баскетбольная команда «ВЛГУ» (выступает в АСБ).
- В Коврове развит мотоциклетный спорт, действует мотобольный клуб «Ковровец».
- Сноуборд-центр в селе Сновицы Суздальского района.
- Горнолыжный комплекс «Пужалова гора» в Гороховце
- Парашютный спорт практикуется на аэродромах Киржача, Александрова и Семязино.
- В области популярны пейнтбол и картинг.
- Автотриал в болотах области.
- Дайвинг в глубоких озёрах Балахнинской низины.